# Цивільний позов (фільм, 1988)
Цивільний позов — радянський двосерійний художній телефільм 1988 року, знятий на кіностудії «Молдова-фільм».

## Сюжет
Телефільм. Директор хімкомбінату Бутов отримує нове призначення, він переведений до Москви. Зважаючи на це, Бутов повертається додому, в своє невелике містечко. Там щойно закінчився суд у справі про отруєння нутрій на звірофермі колгоспу через попадання в річку відходів хімкомбінату. Суд закінчується для нього благополучно, але стає відомо, що забруднення річки стало причиною смерті кількох людей. Високе призначення допомогло б Бутову піти від кримінальної відповідальності, але він відмовляється від нової посади і залишається в місті…

## У ролях
- Петро Вельямінов — Марлен Васильович Бутов, директор хімкомбінату
- Віталій Соломін — Афанасій Сергійович Черебець, заступник директора хімкомбінату
- Маріанна Вертинська — Ірина Михайлівна, юрисконсульт хімкомбінату
- Олена Антонова — Наталка, дочка Бутова, лікар
- Володимир Конкін — Ігор Горський, начальник планового відділу хімкомбінату
- Валентина Ананьїна — сусідка загиблого Альоші
- Вадим Вільський — експерт Мирський
- Юрій Голишев — суддя
- Вадим Курков — водій Бутова
- Микола Бармін — народний засідатель
- Олег Голубицький — Родіонов, голова колгоспу, позивач
- Павло Махотін — прокурор
- Ніна Озорніна — епізод
- Іон Скутельник — чоловік Ірини Михайлівни
- Сергій Ніколаєв — Попов, лікар
- Семен Соколовський — Варшавський, адвокат Родіонова
- Віктор Шульгін — Дмитро Степанович Лукін, пенсіонер, колишній працівник хімкомбінату
- Борис Сморчков — працівник комбінату
- Марія Виноградова — сусідка Бутова

## Знімальна група
- Режисер — Іон Скутельник
- Сценарист — Валентин Азерников
- Оператор — Влад Чуря
- Композитор — Валерій Логінов
- Художник — Володимир Булат